# Pinanga grandis
Pinanga grandis är en enhjärtbladig växtart som beskrevs av Karl Ewald Maximilian Burret. Pinanga grandis ingår i släktet Pinanga och familjen Arecaceae.
Artens utbredningsområde är Sumatera. Inga underarter finns listade i Catalogue of Life.